# Philippsburg

Philippsburg este un oraș din landul Baden-Württemberg, Germania.

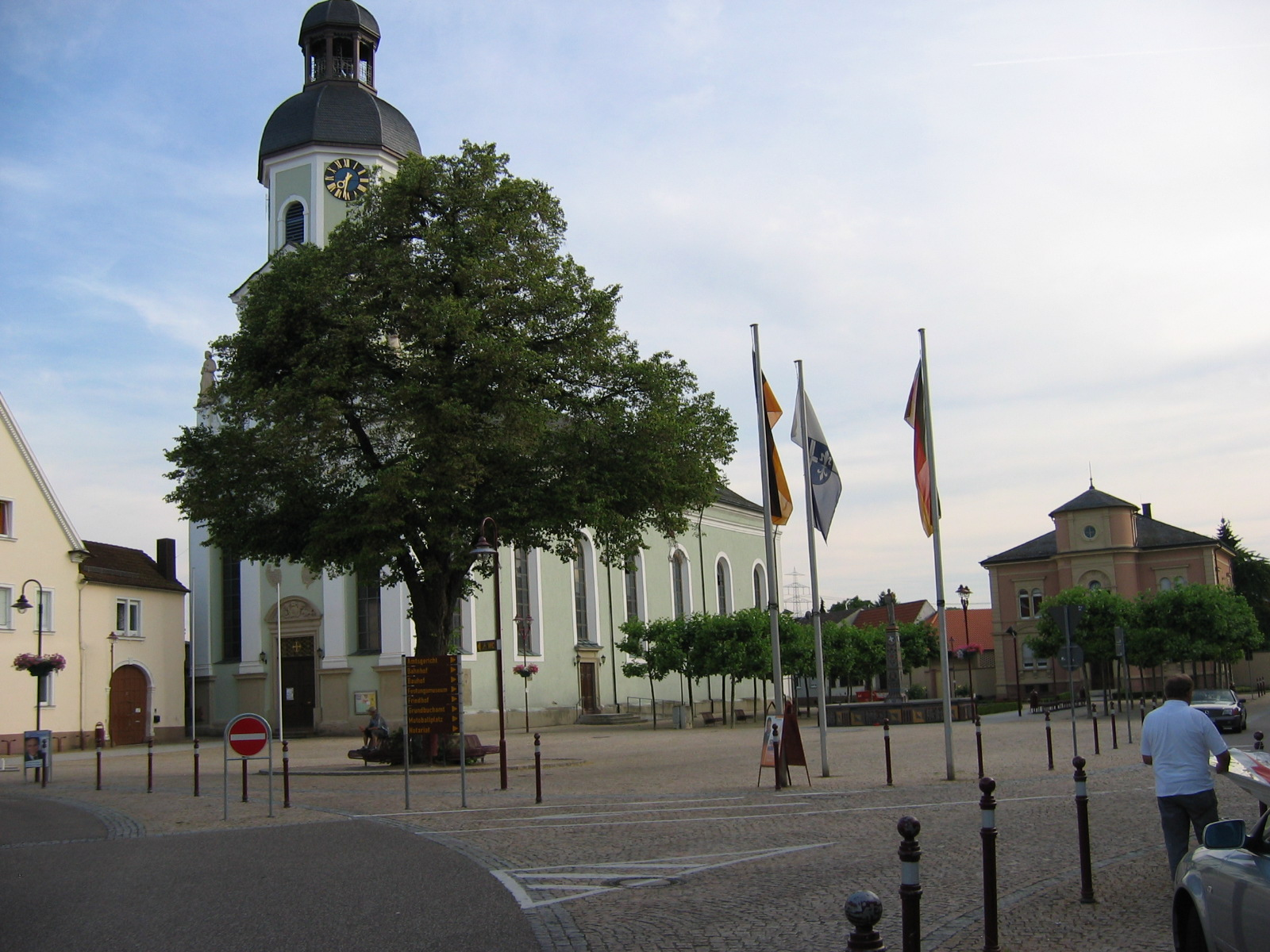
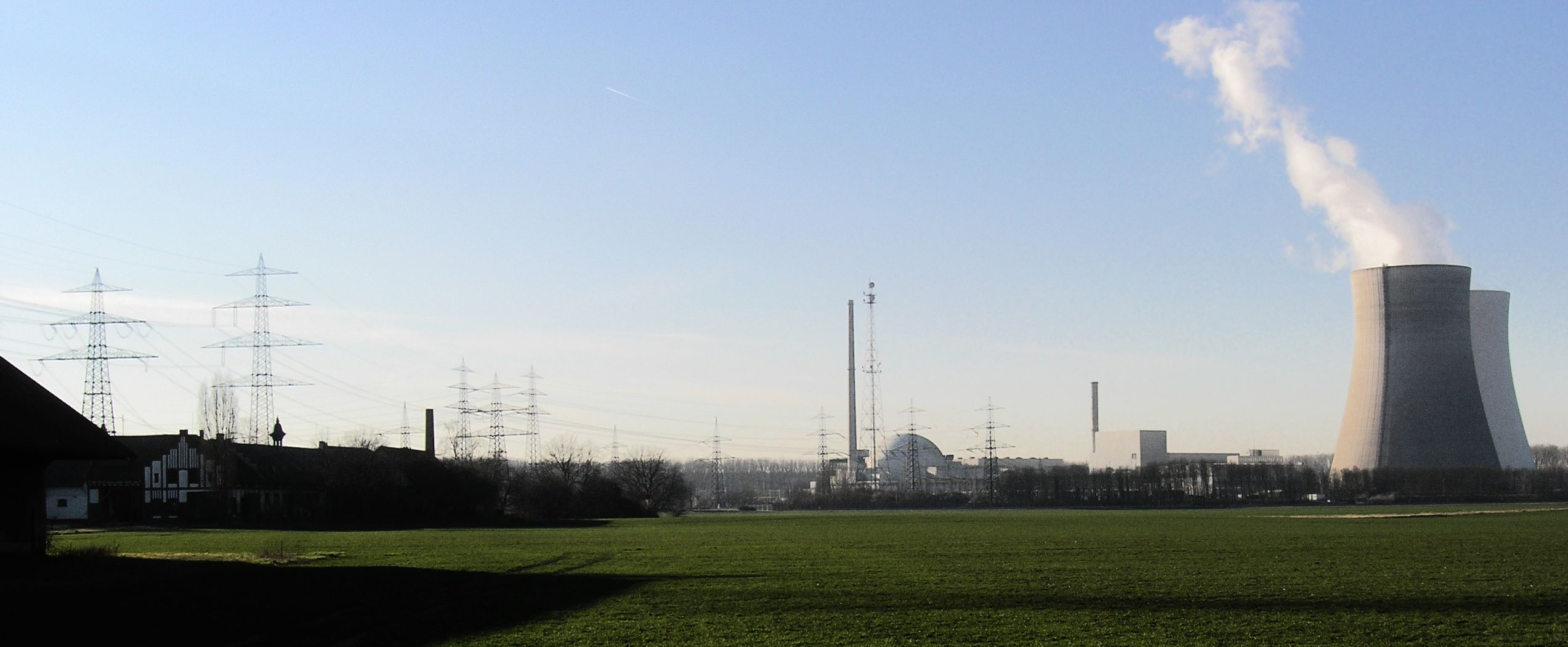
Centrală electrică